# Julie Agnete Vang
Julie Agnete Vang (født Julie Agnete Vang Christensen 1. maj 1984) er en dansk skuespillerinde.
Vang er uddannet fra Statens Teaterskole i 2008. Hun har bl.a. haft roller på Betty Nansen Teatret, Grønnegårds Teatret, Odense Teater, Folketeatret og Det Kongelige Teater, bl.a. i Fanny og Alexander (2013) og på Nørrebro Teater i flere opsætninger bl.a. i rollen som Hannah i verdenspremieren på teateropsætningen af Charlie Chaplins Diktatoren i 2017. I 2019 spillede hun Olivia i William Shakespeares Helligtrekongers aften i 2019. I 2009 medvirkede hun i 1. sæson af TV 2-showet Live fra Bremen.
I 2020 medvirkede Vang bl.a. i 1. sæson af tv-serien Når støvet har lagt sig.

## Privat
Julie Agnete Vang er datter af stadsgartner Christian Vang Christensen og lægesekretær Jane Nordgaard Christensen. Hun er opvokset i Esrum i Nordsjælland. Vang har siden 2017 været gift med skuespilleren Thomas Voss. De har datteren Eva My Voss Vang.

## Udvalgt filmografi

### Film
- Rosita (2015)
- Kollektivet (2016)
- Tordenskiold (2016)
- Julemandens datter (2018)
- Mødregruppen (2019)
- De forbandede år (2020)

### Tv-serier
| År   | Titel                       | Rolle            | Noter        |
| ---- | --------------------------- | ---------------- | ------------ |
| 2009 | Forbrydelsen II             |                  |              |
| 2009 | Kristian                    |                  |              |
| 2010 | Livvagterne                 |                  |              |
| 2013 | Borgen                      |                  |              |
| 2014 | Limbo 3                     |                  |              |
| 2014 | Midsomer Murders            |                  |              |
| 2017 | Familien fredagsslik        |                  |              |
| 2019 | Gentleman Jack              |                  |              |
| 2020 | Når støvet har lagt sig     | Camilla Dalsgård |              |
| 2023 | Valdes Jul - Skovens Vogter | Ulla             | Julekalender |